# Corinna Harfouch
Corinna Harfouch, rozená Meffert, (* 16. října 1954, Suhl) je německá herečka.

## Život a díla
Harfouchová pracovala jako zdravotní sestra a studovala herectví v letech 1978-1981 v Berlíně. První manžel byl počítačový specialista Nabil Harfouch ze Sýrie. Měla s ním jednu dceru. V roce 1985 se vdala s Michaelem Gwisdekem, s kterým má dva syny Johannese a Roberta, ale i přesto nese příjmení z prvního manželství. V roce 1994 se stala součástí poroty na 44. Berlínském mezinárodním filmovém festivalu.

## Filmografie
- Pád Třetí říše
- Parfém: Příběh vraha
- a ostatní